# Alan van Bentem
Alan van Bentem (* 12. September 1986 in Den Haag) ist ein niederländischer Eishockeyspieler, der seit 2002 bei Hijs Hokij Den Haag unter Vertrag steht. Seit 2015 spielt er mit dem Klub in der neugegründeten BeNe League.

## Karriere

### Clubs
Alan van Bentem begann seine Karriere als Eishockeyspieler bei Hijs Hokij Den Haag aus seiner Geburtsstadt. Er spielt seither durchgängig für den Klub aus der südholländischen Provinzhauptstadt. In der Spielzeit 2002/03 gab er sein Debüt in der zweiten Mannschaft des Klubs in der Eerste divisie, der zweithöchsten niederländischen Spielklasse. Eishockey-Eredivisie (Niederlande) 2004/05 stand er dann auch erstmals in der Ehrendivision auf dem Eis. In der Folge wurde er mit seiner Mannschaft 2009 und 2013 niederländischer Meister. 2011 und 2012 gelang der Sieg beim niederländisch-belgischen North Sea Cup und 2012 auch des Niederländischen Eishockeypokals. Seit 2015 spielt er mit dem Team in der neugegründeten BeNe League, die er 2018 ebenso wie die niederländische Meisterschaft gewinnen konnte.

### International
Für die Niederlande nahm van Bentem an den Spielen der U18-Weltmeisterschaft in der Division II 2004 sowie den U20-Junioren-Weltmeisterschaften 2005 und 2006 ebenfalls in der Division II teil.
Bei der Qualifikation für die Olympischen Winterspiele in Vancouver 2010, die im November 2008 im estnischen Narva stattfand, debütierte er für die Herren-Nationalmannschaft. Seinen ersten Einsatz bei einer Weltmeisterschaft bestritt er 2016 in der Division II und trug als zweitbester Vorlagengeber hinter seinem Landsmann Erik Tummers und zweitbester Scorer hinter Tummers (gemeinsam mit seinen Landsleuten Kevin Bruijsten und Raphaël Joly sowie dem Belgier Ben van den Bogaert) zum Aufstieg in die Division I bei.

## Erfolge und Auszeichnungen
- 2009 Niederländischer Meister mit Hijs Hokij Den Haag
- 2011 Gewinn des North Sea Cups mit Hijs Hokij Den Haag
- 2012 Gewinn des North Sea Cups mit Hijs Hokij Den Haag
- 2012 Niederländischer Pokalsieger mit Hijs Hokij Den Haag
- 2013 Niederländischer Meister mit Hijs Hokij Den Haag
- 2016 Aufstieg in die Division I, Gruppe B, bei der Weltmeisterschaft der Division II, Gruppe A
- 2018 Gewinn der BeNe League mit Hijs Hokij Den Haag
- 2018 Niederländischer Meister mit Hijs Hokij Den Haag